# نت جيت
نت جيت (بالإنجليزية: NetJets Inc)‏, شركة تابعة لشركة بيركشير هاثاواي ، هي شركة أمريكية تبيع ملكية جزء أو أسهم (تسمى ملكية كسرية ) لطائرات الأعمال الخاصة. تأسست نت جيت في عام 1964 باسم Executive Jet Aviation . وكانت أول شركة خاصة لاستئجار الطائرات الخاصة وإدارة الطائرات.

## التاريخ

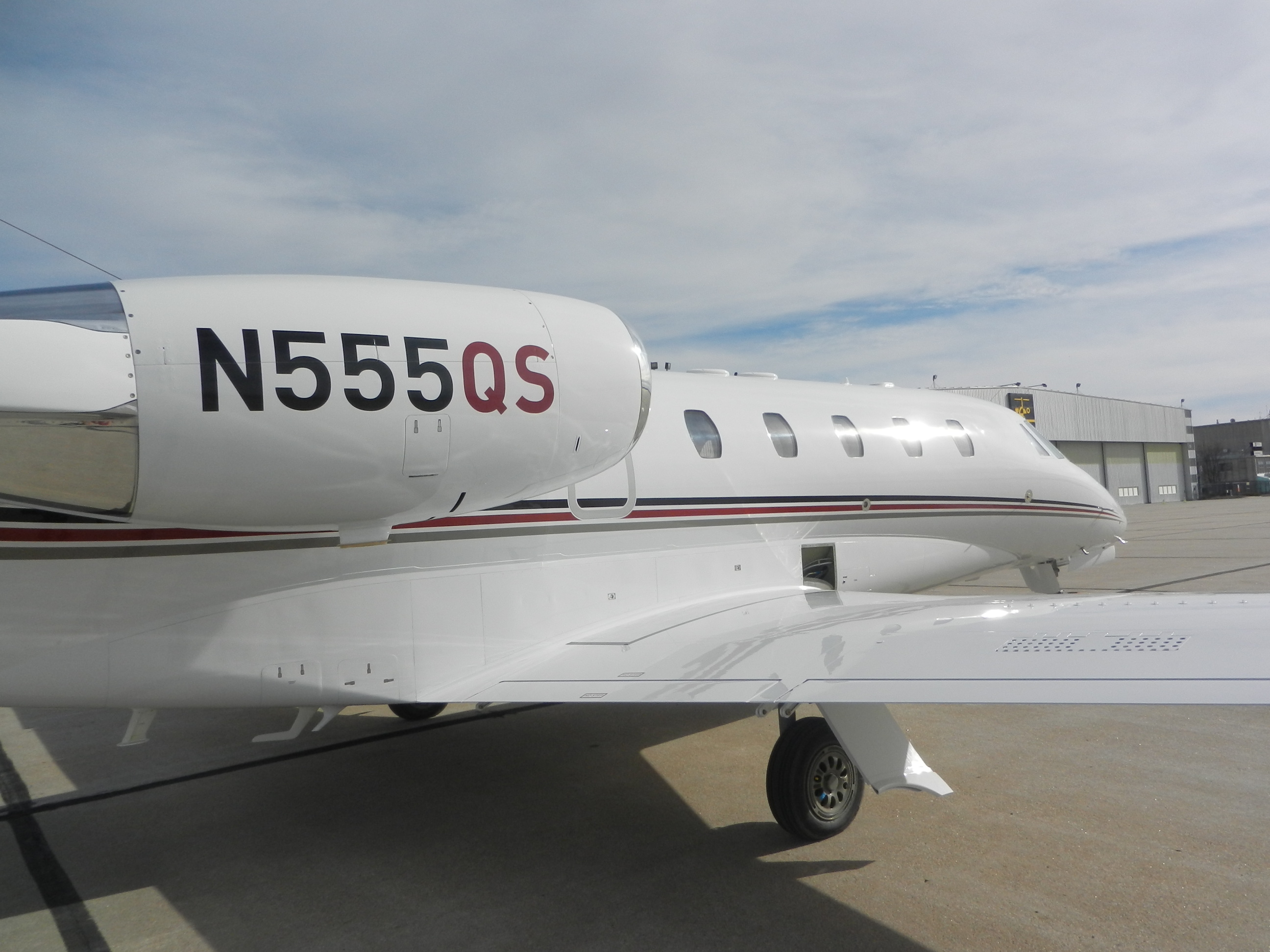
جميع طائرات نت جيت لها نفس مخطط الطلاء ، وينتهي تسجيلها في الولايات المتحدة بـ "QS" (لحصة الربع)

تم تأسيس شركة نت جيت. ، التي كانت تُعرف سابقًا باسم Executive Jet Aviation ، في عام 1964 كأول شركة مستأجرة لطائرات رجال الأعمال الخاصة وإدارة الطائرات في العالم. ومن بين الأعضاء المؤسسين لمجلس الإدارة جنرالات القوات الجوية الأمريكية كورتيس إي ليماي وبول تيبتس ، ومحامي واشنطن والطيار العسكري السابق بروس سوندلون ، والفنانين والطيارين جيمس ستيوارت وآرثر جودفري ، مع العميد المتقاعد في القوات الجوية أولبرت ف ديك لاسيتر رئيسا ورئيسا لمجلس الإدارة.

## المخاوف والصراعات

### الضرائب
سعت دائرة الإيرادات الداخلية إلى استرداد الضرائب والعقوبات البالغة 643 مليون دولار من نت جيت للفترات التي تبدأ في عام 2003. رفعت نت جيت دعوى قضائية تطعن في تقييمات مصلحة الضرائب. في يناير 2015 ، أصدرت محكمة مقاطعة الولايات المتحدة قرارًا لصالح نت جيت ، معتبرة أن تقييمات مصلحة الضرائب غير قانونية.